# Aja Evans (Bobfahrerin)
Aja L. Evans (* 12. Mai 1988 in Chicago, Illinois) ist eine ehemalige US-amerikanische Bobfahrerin und Leichtathletin.

## Biografie
Aja Evans begann ihre sportliche Karriere als Leichtathletin an der Morgan Park High School im Süden Chicagos. Sie besuchte zunächst die University of Nevada, Las Vegas, ehe sie auf die University of Illinois at Urbana-Champaign wechselte. Dort stellte Evans im Kugelstoßen einen College-Rekord auf und wurde fünfmalige All-American und dreifach Siegerin der Big Ten Conference. 
Nach ihrem Abschluss begann Evans mit dem Bobsport. In der Saison 2012/13 gab sie im Bob-Weltcup als Anschieberin von Jamie Greubel, Elana Meyers und Jazmine Fenlator. Am 19. Januar 2014 wurde sie für die Olympischen Winterspiele 2014 in die US-amerikanische Bob-Olympiamannschaft berufen. Einen Monat später startete sie mit Jamie Greubel bei den Spielen von Sotschi im Zweierbob-Rennen und konnte die Bronzemedaille gewann. Dieses Resultat wiederholte das Duo bei der Bob-Weltmeisterschaft 2017 auf der Kunsteisbahn Königssee. Nach einem fünften Platz im Zweierbob-Rennen der Olympischen Winterspiele 2018 in Pyeongchang beendete Evans ihre Karriere.

## Familie
Aja Evans Vater Fred wurde der erste dunkelhäutige College-Champion im Schwimmen. Ihr Bruder, auch Fred genannt, spielt American Football für die Minnesota Vikings. Ihr Onkel Gary Matthews senior und ihr Cousin Gary Matthews junior waren Baseballspieler in der Major League Baseball. 